# Seito Sakakibara
Seito Sakakibara (zu Deutsch: „Schüler Sakakibara“; * um den 7. Juli 1982) war der selbst gegebene Deckname eines zur Tatzeit 14 Jahre alten Schülers, der im Jahr 1997 in der japanischen Großstadt Kōbe zwei andere Kinder tötete und drei weitere verletzte. Der Klarname jugendlicher Straftäter darf nach japanischem Recht nicht veröffentlicht werden. In den Akten wird er daher als Junge A geführt, in englischsprachigen Medien auch als Boy A. Die Nachricht vom jugendlichen Kindermörder fand Beachtung weit über Japan hinaus. Im deutschsprachigen Raum wurde der Fall als der des Schülermörders von Kobe bekannt.

## Taten
Am 10. Februar 1997 gegen 16 Uhr wurden zwei Schülerinnen mit einem Hammer attackiert, eine von ihnen schwer verletzt.
Sein erstes Todesopfer war die zehnjährige Grundschülerin Ayaka Yamashita aus dem Stadtbezirk Suma-ku, sie wurde am 15. März 1997 mit einer Eisenstange geschlagen. Am 27. März 1997 verstarb sie an den Folgen des Angriffs durch eine Hirnkontusion. Am selben Tag, an dem Yamashita angegriffen wurde, wurde ein weiteres Mädchen auf offener Straße durch Messerstiche schwer verletzt.
Am 27. Mai wurde das nächste Opfer aufgefunden. Es handelte sich um den elfjährigen Sonderschüler Jun Hase, der am 24. Mai 1997 auf dem Weg von seinem Elternhaus zu seinem Großvater verschwunden und seitdem vermisst worden war. Sein abgetrennter Kopf wurde am Tor einer Grundschule aufgefunden, in seinem Mund wurde ein Zettel mit japanischer Aufschrift in roter Farbe gefunden (Auszug):

„Dies ist der Anfang des Spiels (…) Ihr Typen von der Polizei, haltet mich auf, wenn ihr könnt (…) Ich habe das dringende Bedürfnis, Leute sterben zu sehen, es ist Nervenkitzel für mich, Morde zu begehen. Ein blutiges Gericht ist nötig für meine Jahre großer Bitterkeit.“

In fehlerhaftem Englisch war außerdem zu lesen:

„shooll kill“

Der Torso wurde in einem nahegelegenen Waldstück gefunden. Als Todesursache wurde in diesem Fall Strangulation festgestellt.

## Kontakt zu den Medien
Am 6. Juni 1997 ging bei der lokalen Tageszeitung Kobe Shimbun ein anonymes Schreiben ein. Das Schriftstück war ebenfalls mit roter Tinte geschrieben, umfasste drei Seiten und bestand aus 1440 Worten, darunter ein aus sechs Kanji-Schriftzeichen (酒鬼薔薇聖斗) bestehender Name, der als Seito Sakakibara verstanden werden kann. Dieselben sechs Schriftzeichen, die einzeln für Alkohol, Teufel, Rose, Heiliger und Kampf stehen, standen auch schon auf dem Zettel aus dem Mund des getöteten Jungen. Die schriftvergleichende Auswertung ergab Übereinstimmung. Der Text lautete auszugsweise wie folgt:

„Nun, dies ist der Anfang des Spiels. (…) Zum Zwecke dieses Spiels setze ich mein Leben aufs Spiel (…) Falls ich erwischt werde, werde ich vielleicht gehängt (…) Die Polizei sollte zorniger und engagierter bei meiner Verfolgung sein (…) Nur, wenn ich töte, bin ich frei von dem ständigen Hass, an dem ich leide, und fähig, wieder Frieden zu finden. Nur wenn ich Leuten Schmerzen zufüge, kann ich meinen eigenen Schmerz lindern.“

Weiterhin bekannte sich der Verfasser zur Tötung von Jun Hase. Ferner erhob er den Vorwurf gegen das japanische Bildungssystem, ihn zu einer „unsichtbaren Person“ gemacht zu haben.
Als die Medien den Namen zunächst als Onibara (zu Deutsch etwa: Rose des Teufels) wiedergaben, drohte er in einem zweiten Schreiben wütend:

„Von jetzt an werde ich, wenn ihr meinen Namen falsch lest oder mir die Laune verderbt, jede Woche drei Stück Gemüse umbringen (…) Wenn ihr glaubt, ich kann nur Kinder töten, seid ihr schwer im Irrtum.“

## Festnahme, Verurteilung und Freilassung
Weitere Morde konnten jedoch durch die rechtzeitige Festnahme des 14-jährigen Oberschülers am 28. Juni 1997 verhindert werden, die durch anonyme Hinweise ermöglicht wurde. Zunächst wurde er nur des Mordes an Jun Hase verdächtigt. Im Zimmer des Festgenommenen fand sich neben tausenden Manga-Bänden, Anime- und Porno-Videos insbesondere ein unvollständiges Protokoll der Taten. Der Täter gestand wenige Tage später beide Morde sowie die drei weiteren Angriffe. Dabei gab er an, das Blut seines männlichen Opfers getrunken und mit dessen verstümmelter Leiche gespielt zu haben. Die weiteren Ermittlungen ergaben außerdem, dass er ein Waffennarr sowie begeisterter Leser von Adolf Hitlers Mein Kampf war.
Trotz seines jugendlichen Alters wurde der Schüler Sakakibara am 17. Oktober 1997 wegen zweifachen Mordes sowie versuchten Mordes in drei weiteren Fällen zu einer unbegrenzten Haftstrafe verurteilt und in eine Jugendstrafanstalt eingewiesen. Am 11. März 2004 wurde er nach dem Durchlaufen von Rehabilitierungs- und Erziehungsprogrammen im Alter von 21 Jahren zunächst auf Bewährung entlassen. Die Bewährung endete zum 31. Dezember desselben Jahres. Der Mann wurde als zu einem gesunden Maße rehabilitiert eingestuft und aus der staatlichen Aufsicht entlassen. Da er zum Tatzeitpunkt minderjährig war, wird seine wahre Identität weiterhin nicht veröffentlicht, ebenso wie der ihm neu zugewiesene Wohnort.
Eine Gruppe von Leuten, zu denen unter anderen ein auf Justizirrtümer spezialisierter Anwalt und der Direktor der Schule, die der Verurteilte besuchte, gehören, besteht darauf, dass Sakakibara zu Unrecht verurteilt worden sei, und weist auf Widersprüchlichkeiten bei den Ermittlungen hin.
Andere hingegen kritisieren die Freilassung scharf und vermuten anhand der unüblichen öffentlichen Ankündigung derselben, dass Sakakibara in Wahrheit auch nach Einschätzung der Behörden nicht entlassungsreif gewesen wäre und weiterhin eingesperrt gehört hätte. Diese Kritik wurde nochmals besonders erbittert geäußert, als drei Monate später ein elfjähriges Mädchen eine Klassenkameradin tötete.

## Folgen
Angesichts der großen Mengen nicht jugendfreien Materials in Sakakibaras Besitz forderte der Politiker Shizuka Kamei, den Zugang zu solchen Medien zu erschweren. Die Taten Sakakibaras werden zudem auch als ein Auslöser für eine Veränderung der Altersgrenze bei der Anwendbarkeit des Strafprozessrechts in Japan angeführt. Die Revision des Gesetzes trat schließlich 2001 in Kraft und senkte das Alter, ab dem das Strafverfahren von der Staatsanwaltschaft durchgeführt wird, von 16 auf 14 Jahre ab.

## Hintergründe
Bereits im Grundschulalter trug Sakakibara Messer bei sich und schrieb dazu in sein Tagebuch:

„Ich kann meine Verärgerung dämpfen, wenn ich ein Überlebensmesser in der Hand halte oder eine Schere wie eine Pistole herumwirbele.“

Schon im Alter von zwölf Jahren fiel er durch extreme Tierquälereien auf, so reihte er beispielsweise Frösche auf der Straße auf, um sie mit seinem Fahrrad zu überfahren. Außerdem enthauptete er Tauben, auch hatte er bereits mit der Verstümmelung von Katzen und wenig später – auf dem Schulweg – mit körperlichen Angriffen auf Mädchen begonnen.
Die erste Erektion hatte er, wie er seinen Ärzten später erzählte, als Fünftklässler beim Sezieren eines Frosches. Weiterhin gab er an, in seinem ersten Jahr auf der Oberschule über der Vorstellung, sich mit Eingeweiden vollzufressen, masturbiert zu haben.
Nach den am 16. März verübten Angriffen schrieb er in sein Tagebuch:

„Ich habe heute geheiligte Experimente ausgeführt, um zu bekräftigen, wie zerbrechlich menschliche Wesen sind (…) Ich schlug mit dem Hammer zu, als das Mädchen sich zu mir umdrehte. Ich denke, ich habe sie ein paar Mal geschlagen, aber ich war zu erregt, um mich erinnern zu können.“

In der Woche darauf, am 23. März, ergänzte er:

„Heute früh sagte meine Mutter zu mir: ‚Armes Mädchen. Es ist wohl gestorben.‘ Es gibt kein Anzeichen dafür, daß ich erwischt werde. (…) Ich danke Dir, Buddha, hierfür. (…) Bitte beschütze mich auch weiterhin.“

## Vergleichbare Fälle
Die Polizei sah bei diesem Fall zunächst Ähnlichkeiten mit dem des Zodiac-Killers. Die Gemeinsamkeit beschränkt sich jedoch auf den Kontakt des Täters zu den Medien. Viel deutlicher ist die Parallele zum Fall des japanischen Serienmörders Tsutomu Miyazaki. Wie bei diesem begann die kriminelle Karriere bei Sakakibara sehr früh.

## Literarische Auseinandersetzungen
Seit den 1990er Jahren werden vermehrt aktuelle gesellschaftliche Phänomene in der japanischen Literatur verarbeitet, unter anderem widmet man sich Themen wie fehlender Zuwendung, Verwahrlosung sowie Gewalt in Familien oder im japanischen Schulsystem. Es finden sich fiktive Porträts tragischer Kindheiten, die zum Teil von realen Begebenheiten wie denen um Sakakibara Seitō abgeleitet wurden und als innerjapanische sowie globale systemkritische Texte verstanden werden können. Kuroda Akiras Made in Japan (メイドインジャパン, Meido in Japan 2001) zum Beispiel zeichnet das Bild einer „Wohlstandsverwahrlosung“ vier männlicher Jugendlicher im Zusammenhang mit Drogenkonsum und gewalttätigen Medieninhalten. Die Geschichte von Kirino Natsuos Real World (リアルワールド, riaru wārudo 2003) ist dagegen direkt im schulischen Milieu verortet und beschreibt die Mordtat eines Oberschülers sowie das darauffolgende Medienecho. Auch ein „Spiel“ mit ebendiesen Medien wie im Fall Sakakibara wird angedeutet.
Weitere Beispiele für Autoren und Bücher, die sich mit diesem Themenfeld auseinandersetzen, sind Ryū Murakami (Piercing (ピアッシング, piasshingu) 1994; In the Miso Soup (イン ザ・ミソスープ, In za miso sūpu) 1997), Kirino Natsuo (I’m sorry, Mama 2004), Yū Miri (Gold Rush (ゴールドラッシュ, Gōrudo rasshu) 1998) oder Takami Kōshun (Battle Royale (バトル・ロワイアル, Batoru Rowaiaru) 1999).